# Russell Sage

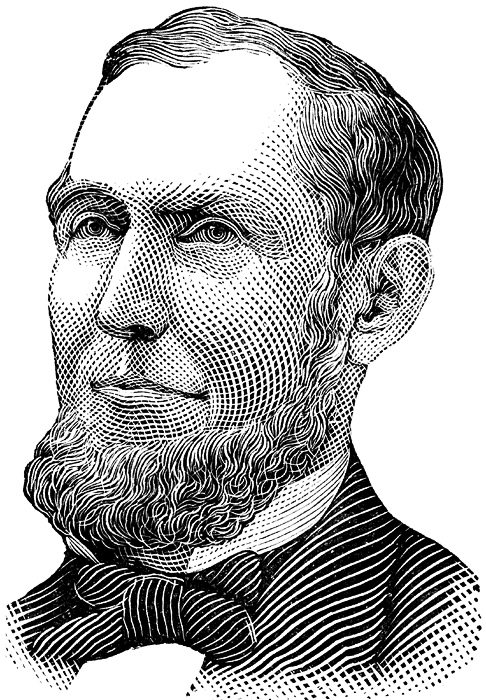
Russell Sage

Russell Sage (n. 4 august 1816 - d. 22 iulie 1906) a fost un milionar american, întreprinzător de căi ferate și membru al Congresului Statelor Unite în perioada 1853-1857. Fundația Russell Sage Foundation, a cărei membru fondator este, încă funcționează.